# Paulsternstraße
Paulsternstraße – stacja metra w Berlinie na linii U7, w dzielnicy Haselhorst, w okręgu administracyjnym Spandau. Stacja została otwarta w 1984.